# Jan Černý (minister)
Jan Černý (ur. 23 kwietnia 1959 w Pradze) – czeski polityk, lekarz weterynarii i samorządowiec, minister i parlamentarzysta, w latach 2007–2011 przewodniczący Unii Wolności – Unii Demokratycznej.

## Życiorys
W latach 1978–1984 studiował w Wyższej Szkole Weterynaryjnej w Brnie, po czym do 1992 pracował jako lekarz weterynarii w tym mieście. W 1990 zaangażował się w działalność polityczną, przystępując do Forum Obywatelskie, a w 1991 do Obywatelskiej Partii Demokratycznej. Po rozłamie w jej szeregach w 1998 znalazł się wśród członków Unii Wolności (przekształconej później w Unię Wolności – Unię Demokratyczną). W 1992 został posłem do Czeskiej Rady Narodowej, następnie do 1998 sprawował mandat deputowanego do Izby Poselskiej. W gabinecie Josefa Tošovskiego był ministrem rozwoju regionalnego (1998). W latach 1998–2002 był dyrektorem zarządzającym przedsiębiorstwa ubezpieczeniowego PČSP w Zlinie, a w 2002 powrócił do wykonywania zawodu lekarza weterynarii.
Od 1998 związany z samorządem terytorialnym, wybierany na radnego Kostelca nad Černými lesami. Objął stanowisko wiceburmistrza tej miejscowości, a w 2020 został je burmistrzem.
W stanął na czele Unii Wolności – Unii Demokratycznej, kierował tą partią do czasu jej rozwiązania w 2011.
Żonaty i ma dwie córki.